# Ariamnes longicaudatus
Ariamnes longicaudatus là một loài nhện trong họ Theridiidae.
Loài này thuộc chi Ariamnes. Ariamnes longicaudatus được Octavius Pickard-Cambridge miêu tả năm 1872.